# Дав Крик (Колорадо)
Дав Крик (енгл. Dove Creek) град је у америчкој савезној држави Колорадо.

## Демографија
По попису из 2010. године број становника је 735, што је 37 (5,3%) становника више него 2000. године.
| Група             | 2000.       | 2010.       |
| Белци             | 649 (93,0%) | 672 (91,4%) |
| Афроамериканци    | 0 (0,0%)    | 1 (0,1%)    |
| Азијати           | 0 (0,0%)    | 0 (0,0%)    |
| Хиспаноамериканци | 27 (3,9%)   | 26 (3,5%)   |
| Укупно            | 698         | 735         |